# Кастро (Тасос)
Кастро (грч. Κάστρο) је насељено место на острву  Тасос у периферији Источна Македонија и Тракија, Грчка. Према попису из 2021. године било је 77 становника.
Кастро је на попису из 1913. године имао 1.136 становника. После Другог светског рата становништво се масовно иселило у новоизграђено приморско насеље Каливија (Лименарија), тако је 1951. село било без становника, док је 1961. године имало 25 мештана. У Кастру се налазио метох светогорског манастира Хиландар.